# Rowlandius ubajara
Espèce
Rowlandius ubajara est une espèce de schizomides de la famille des Hubbardiidae.

## Distribution
Cette espèce est endémique du Ceará au Brésil. Elle se rencontre dans la grotte Gruta de Ubajara à Ubajara.

## Description
Le mâle holotype mesure 2,72 mm et la femelle paratype 4,12 mm.

## Étymologie
Son nom d'espèce lui a été donné en référence au lieu de sa découverte, Ubajara.

## Publication originale
- Santos, Ferreira & Buzatto, 2013 : Two New Cave-Dwelling Species of the Short-Tailed Whipscorpion Genus Rowlandius (Arachnida: Schizomida:Hubbardiidae) from Northeastern Brazil, with Comments on Male Dimorphism. PLOS ONE, vol. 8, no 5, p. e63616 (texte intégral).